# Sumpfland
Sumpfland ist ein Comic der deutschen Künstlerin Moki, der 2019 bei Reprodukt veröffentlicht wurde. 

## Inhalt
In ihrem Comic erzählt Moki mehr oder weniger zusammenhängende Kurzgeschichten, die alle im titelgebenden Sumpfland spielen. In der wundersamen Welt leben vor allem fantastische Wesen wie Alraunen, aber auch Menschen und Tiere, die sich ihren Herausforderungen des Alltags stellen. Sumpfland beginnt mit den Worten „Irgendetwas stimmt nicht. Irgendetwas stimmt nicht mit mir“, und ein seltsamer Nebel zieht auf. Wer die Sätze spricht, bleibt offen.
Da sind etwa Aldi und Puffi, die mit ihren Kindern eine Familie bilden. Aldi tritt in Menschengestalt auf und Puffi als Tierwesen, das an einen Fuchs erinnert. Die Kinder sind Flocken, die überraschend in einer Kiste geliefert wurden. Aldi möchte aber gerne mehr und in Ruhe Bücher über soziale Gerechtigkeit lesen, während Puffi permanent durch zu viel Kaffee „aufgedreht“ ist und am Smartphone hängt, wann immer sich Zeit bietet. Die Beziehung der beiden bröckelt zunehmend und es kommt immer häufiger zum Streit. Am Ende können sich beide ihre eigenen Fehler eingestehen und finden wieder zueinander.
Die Menschenfrau Ocre verliebt sich buchstäblich in die Landschaft. Traumwandlerisch gibt sie sich ihr hin und taucht immer mehr in sie ein. In einer romantischen und erotischen Beziehung wachsen Pflanzen und Bäumen zahlreiche Hände, die Ocre berühren.
In einer Produktionsstätte des Sumpflandes stellen Alraunen Ableger von sich selbst her. Der Chef, ein freundlich wirkendes Tentakelwesen, begrüßt neue Mitarbeiter mit den Worten „Du darfst dich für unsere Gesellschaft multiplizieren! Herzlichen Glückwunsch!“. Wenn die Arbeit mal nicht so läuft wie erwartet, hat er eine Pille für seine Angestellten parat. Anfangs wirken die pflanzlichen Wesen zufrieden, man sieht ihnen aber zunehmend die Anstrengung und Ausbeutung an. Einer der Mitarbeiter, ein Riese mit zwei Köpfen, flüchtet schließlich, obwohl ihm die Kollegen zu Unrecht keine Überlebenschancen zutrauen.
In einer selbstrefenziellen Sequenz sieht man einen Bewohner des Sumpflandes vor dem Fernseher sitzen. Er schaltet durch das Programm und nennt das Genre zur jeweiligen Sendung. Auf dem Fernsehbildschirm sind Bilder aus den anderen Episoden von Sumpfland zu sehen.
An einem weiteren Handlungsort formiert sich Widerstand gegen die allgegenwärtige Wachstums- und Konsumdoktrin. Der dortige Fabrikbesitzer versucht vergebens, seine streikenden Angestellten mit einem Kescher einzufangen. Diese gründen stattdessen den „Super Organism Rhizomatic Think Tank“, um sich eine Stimme zu verschaffen und kritische Fragen stellen zu können.

## Stil
Moki verbindet in Sumpfland verschiedene Bildsprachen. In den Illustrationen zeigt sie unter anderem archaisch anmutende Märchenwälder und technologisierte Gegenwartsentwürfe. Bis auf wenige menschliche Ausnahmen bevölkert Moki ihr Sumpfland mit Fantasiewesen. Zusammengehalten werden die Geschichten durch einen einheitlichen Zeichenstil. Die Linien der verspielten Bilder sind schwarz-weiß, die Kolorierung hält die Malerin ganz in Grün. Alle Seiten haben einen einheitlichen Grünton, während die Figuren größtenteils in anderen Schattierungen und zum Teil ganz in Weiß gefärbt sind. Einige der Episoden verwenden nur wenig oder gar keinen Text. Moki gibt die jeweiligen Geschichten nicht fortlaufend wieder, sondern wechselt zwischen ihnen hin und her, sodass sich erst mit zunehmendem Lesefortschritt ein Gesamtbild des Sumpflandes ergibt. Auf einer Doppelseite ordnet Moki die einzelnen Geschichten bestimmten Genres zu. In Sumpfland finden sich unterschiedliche Referenzen an die japanische Kultur. Eine gezeigte Maske erinnert an das Ohngesicht aus dem Anime Chihiros Reise ins Zauberland. Puffi ist als Tier dargestellt, das in seiner Gestaltung an das Fuchswesen aus Mokis vorherigem Comic Wandering Ghost erinnert. Füchsinnen kommen in der japanischen Mythologie beispielsweise in Form der Kitsune vor.

## Veröffentlichung
Sumpfland erschien 2019 bei Reprodukt. Das Titelbild auf dem grünen Buchumschlag ist in einen schwarzen Rahmen eingefasst. Im oberen Bereich ist zur Hälfte ein Gesicht mit langen Haaren zu sehen, dessen unterer Teil von einer Landschaft überdeckt ist, die den größten Teil der Illustration einnimmt. Am unteren Ende innerhalb des Rahmens angeordnet sind Name der Comic-Künstlerin und Titel, dessen Buchstaben sich zum Teil im Wasser spiegeln.

## Kritiken
Trotz der „stummen und handlungsarmen Episoden“ entstehe eine „intensivste Atmosphäre“, hält Jana Volkmann in Der Freitag fest. Durch Sumpfland „wabert ein Nebel, der aussieht, als würde er ganze Galaxien enthalten“. Dabei lobt sie insbesondere die Episode über Ocre, deren Liebe zur Landschaft „verstörend schön“ ausfalle. Auch hier „klingen Mokis bisherige künstlerische Arbeiten an“, in denen häufig nicht genau zu erkennen sei, „wo der Mensch endet und die Natur beginnt“.
Nina Pimentel Lechthoff fasst auf comic-couch.de die Veröffentlichung als „[b]ildgewaltig, aber ein wirres Durcheinander“ zusammen. Die Comic-Künstlerin „versammelt viele unterschiedliche Geschichten, die nicht so recht zusammen zu passen scheinen“ und lasse den Lesern damit „sehr viel Raum für eigene Interpretationen“. Das fange schon mit der ersten Seite an, wo man nicht erfahre, wer die einleitenden Worte spricht. Trotzdem stelle Sumpfland eine „Ansammlung vieler guter Ideen“ dar, auch weil einige der Geschichten schön erzählt seien, wie etwa der Streik der Fabrikmitarbeiter. Was den Comic zu etwas „ganz Besonderem“ mache, seien die Bilder und die „unglaubliche Kreativität“, die in den Seiten stecke, zum Beispiel bei der vielfältigen Charaktergestaltung.
In Sumpfland gehe es nicht um ein zusammenhängendes Narrativ, „sondern um die Kartierung dieses Sumpfes und seiner Bewohner“, schreibt Nick Lüthi auf bookgazette.xyz. Auf eine Art scheine das Sumpfland mit immer wieder vertrauten Szenen eine Parallelgesellschaft zu bilden. Die Realität werde auf „wundersame und verzerrte Weise gespiegelt“. Wobei es nicht eindeutig sei, was „genau Motive, Szenen und Figuren […] sein mögen“. Der Comic lasse vielfältige Interpretationen zu, da vieles verschleiert und unklar bleibe, und „genau mit dieser Fähigkeit überzeugt Mokis Werk“.

## Auszeichnungen
Sumpfland wurde auf dem neunten von zehn Plätzen der Comic-Bestenliste „Best of – 2. Quartal 2019“ des rbbKultur im Bereich Literatur platziert. Der Comic entfalte eine „phantastische Welt voller Fabelwesen, für die Zeichnerin Moki bekannt“ sei. Die Kurzgeschichten, die „auch auf Probleme in unserer Gesellschaft abzielen, erschließen sich einem – wenn überhaupt – nur langsam“. Das spiele aber „keine große Rolle“, da „trotzdem ein wahrhaft sinnstiftendes Leseerlebnis“ bleibe.
Im Jahr 2020 stand Sumpfland im „Spotlight“ des GINCO Award, einer Nebenkategorie des Comic-Preises. Marc-Oliver Frisch hält für die Jury fest, der Titel „findet emotional präzise Bilder für Ängste und Verstrickungen, die uns alle betreffen und meistens überfordern“.